# Cullen americanum
Cullen americanum là một loài thực vật có hoa trong họ Đậu. Loài này được (L.) Rydb. miêu tả khoa học đầu tiên.

## Hình ảnh

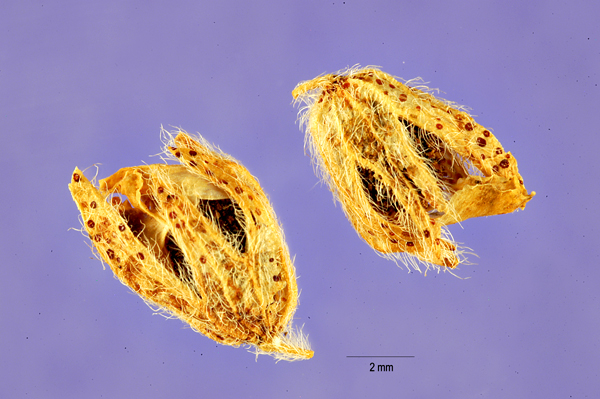